# Muhammad ibn Musa al-Damiri
Muhammad ibn Musa al-Damiri, (arabisch كمال الدين بن محمد بن موسى الدميرى, DMG Kamāl ad-Dīn b. Muḥammad b. Mūsā ad-Damīrī; bekannt auch unter Damiri; * 1341 in Kairo; † 1405 ebenda), war ein arabischer Naturhistoriker und Rechtsgelehrter.
Al-Damiri arbeitete zeitweise als Schneider, studierte aber bei führenden Wissenschaftlern seiner Zeit wie Ibn Aqil. Er war sehr religiös, wurde Mitglied einer Sufi-Schule, fastete später fast täglich und pilgerte sechsmal nach Mekka.
Damiri bekleidete lange Zeit die Professur der Traditionen der Schafiiten an der Koranschule Rukniyya und die Professur an der Moschee El Azhar (beide in Kairo). Er verfasste ein großes zoologisches Wörterbuch: Das Leben der Tiere („Hayât-alhaiwân“), Seine zoologischen Hauptquellen waren Aristoteles und al-Jahiz, er zitiert aber 807 Autoren. Er veranstaltete eine größere, eine mittlere und eine kleinere Ausgabe davon, von denen er erstere schon 1371 vollendet haben soll. Das Werk wurde mehrfach neu herausgegeben. Samuel Bochart in seinem Hierozoicon hat dieses Tierleben benutzt. Oluf Gerhard Tychsen, Silvestre de Sacy und andere haben kleinere Texte daraus veröffentlicht. Eine persische Übersetzung des Werkes befindet sich in der Bibliothek von Paris. Eine ungedruckte französische Übersetzung hat François Pétis de la Croix angefertigt. Es gab auch eine türkische Übersetzung.
Das Tier-Lexikon enthält kaum Zoologie (etwa Tiergeographie), vielmehr Ethnographisches, Linguistik (Tiernamen regional, Etymologisches), Juristisches (Speisenvorschriften!) und religiöse Beziehungen (Lehrmeinungen des Propheten und von Imanen, Legenden, Sprichwörter, Dichteraussagen zu den Tieren), die Frage von deren Essbarkeit und Nützlichkeit für medizinische Zwecke, Rolle in Traumdeutungen. Es enthält auch historische Informationen zur Geschichte des Kalifats. Beschrieben werden Tiere in 1069 Artikeln, viele sind aber mehrfach aufgeführt (mit synonymen Bezeichnungen) oder imaginär (wie das Reittier Buraq aus der Himmelfahrt Mohammeds), denn er bezog seine Informationen ausschließlich aus der Literatur ohne eigene Beobachtungen. Sein zoologischer Wert ist gering.
Alfred Edmund Brehm hat das Werk (Heiat el Heiwan) seines „Vorläufers“ (Schech Kemal edin Demiri) 1847 an der Medrese von Cairo kennengelernt und zitiert daraus im „Tierleben“ die Geschichte von den Juden in Aila (Eilat), die den Sabbat nicht hielten und daher von Gott in Paviane verwandelt wurden (was schon im Koran, Sure 7, 163–166, erwähnt wird). Die arabische Naturwissenschaft hat sich nie von religiösen oder übernatürlichen Einflüssen emanzipiert, und Brehm bekämpfte dergleichen entschieden auch noch seinerzeit im Abendland (Aufklärung, Kulturkampf). (Brehms Tierleben, 2. Aufl., Bd. I (1900), Seite 170).

## Werke
- Ad-Damiri's Hayat al-Hayawan (A Zoological Lexicon) ISBN 3-8298-7013-2
- Kitab Hayat al-Hayawan ISBN 3-8298-7010-8
- Kitab al-Hayawan. Texts and Studies ISBN 3-8298-7014-0